# 恩斯特·亚历山德森
恩斯特·弗雷德里克·维尔纳·亚历山德森（瑞典語：Ernst Frederick Werner Alexanderson，1878年1月25日—1975年5月14日）是一名瑞典裔美國電氣工程師，無線電和電視發展的先驅。他發明了亞歷山德森交流發電機，這是一種早期的無線電發射機，在1906年至1930年代期間用於長波遠程無線電傳輸。亞歷山德森還發明了一種直流放大器，在第二次世界大戰期間用於控制高射砲。